# Aristip II d'Argos
Aristip II d'Argos (en llatí Aristippus, en grec antic Αρίστιππος "Arístippos") fou tirà d'Argos després de l'assassinat d'Aristòmac I d'Argos, en temps d'Àratos de Sició (segle III aC).
Plutarc el descriu com un exemple de tirania. Àratos el va voler enderrocar però de moment no ho va aconseguir fins que finalment el tirà va morir en una batalla contra Àratos. El va succeir el tirà Aristòmac II d'Argos.